# Spider Stacy
Spider Stacy (født d. 14. december 1958) er en engelsk musiker. Han er en af grundlæggerne af den keltiske punkgruppe The Pogues.